# Virginia Thompson
Virginia Thompson (...) è un'ex danzatrice su ghiaccio canadese. Insieme a William McLachlan ha vinto una medaglia d’argento e una di bronzo al Campionato mondiale e una medaglia d’oro al North American Champioship.

## Risultati
(con McLachlan)
| Evento                       | 1960 | 1961 | 1962 |
| ---------------------------- | ---- | ---- | ---- |
| Campionati mondiali          | 2°   | C    | 3°   |
| North American Championships |      | 1°   |      |
| Campionati canadesi          | 1°   | 1°   | 1°   |
| Campionati britannici        |      |      | 3°   |

C = Il Campionato del mondo del 1961 non è stato disputato a causa dell'incidente del Volo Sabena 548.